# Manjul Bhargava

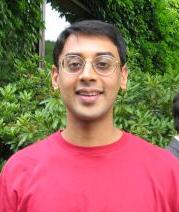
Manjul Bhargava, Oberwolfach 2005

Manjul Bhargava (* 8. August 1974 in Hamilton (Ontario), Kanada) ist ein kanadischer Mathematiker indischer Herkunft, der bedeutende Beiträge zur Zahlentheorie geleistet hat. Er ist Träger der Fields-Medaille.

## Leben
Bhargava wurde als Kind indischer Immigranten aus der Region Jaipur in Kanada geboren. Aufgewachsen ist er auf Long Island im US-Bundesstaat New York. Sein Vater ist Chemiker, seine Mutter Professorin für Mathematik an der Hofstra University auf Long Island. In der Schule fiel er einerseits durch vielseitige Begabungen auf, hatte aber andererseits Schwierigkeiten, weil er Kurse einfach nicht besuchte, wenn sie ihm nichts Neues brachten. Stattdessen zog er es vor, sich bei der Schülerzeitschrift zu engagieren, in der Tennis- und der Bowlingmannschaft seiner Schule zu spielen, Bücher über Mathematik zu lesen und zu lernen, wie man Sitar, Gitarre, Violine und vor allem Tabla spielt. Nach dem neunten Schuljahr hatte er bereits alle Mathematik- und Informatikkurse seiner High School abgeschlossen. Die zweite Hälfte des zehnten Schuljahrs verbrachte er bei seinen Großeltern in Indien. Sein Großvater Purushottam Lal Bhargava, ein in Indien berühmter Gelehrter, unterrichtete ihn in Sanskrit und indischer Geschichte. Außerdem vertiefte er sich in das Spiel der Tabla. Nach seiner Rückkehr belegte er 1992 den ersten Platz bei der ersten New York State Science Talent Search, was ihm ein Studium der Mathematik an der Harvard University ab 1992 ermöglichte.
Nach nur einem Jahr wurde Bhargava für seine herausragenden Studienleistungen mit dem Detur Prize der Harvard University ausgezeichnet. Bereits im Alter von 19 Jahren wurde er als Teaching Fellow eingesetzt. Für seine Erfolge in der Lehre erhielt er 1993 bis 1995 dreimal den Derek Bok Award der Harvard University. 1996 hat er sein Studium an der Harvard University mit dem Bachelor of Arts und der Note summa cum laude abgeschlossen. Für seine exzellenten Leistungen wurde er durch die Verleihung des Hoopes Prize der Harvard University geehrt.
Ab 1996 hat Bhargava Mathematik an der Princeton University studiert, wo er 2001 bei Andrew Wiles mit einer Arbeit zum Thema Higher Composition Laws mit summa cum laude promovierte. Zwei Jahre später erhielt er (noch im Alter von 28 Jahren) eine Professur für Mathematik an der Princeton University (full professor with tenure). Er ist damit einer der jüngsten Wissenschaftler, die jemals auf eine derartige Professur in Princeton berufen wurden.
Neben der Mathematik gehört das Spielen der Tabla zu den großen Leidenschaften Bhargavas. Er wurde mehrfach von Zakir Hussain unterrichtet, einem der bekanntesten und profiliertesten Tabla-Spieler unserer Zeit. In Harvard und in Princeton tritt Bhargava gelegentlich bei öffentlichen Konzerten auf. 2003 hat er sich am GigaPop Ritual beteiligt, einem verteilten Live-Konzert für digitale Dholaks, elektronische Didgeridoos, elektronische Violinen, Rbow, Sitar, Tabla und Bassgitarre, das von Musikern und Wissenschaftlern der McGill University und der Princeton University jeweils vor Ort gespielt wurde.
Er war einer der mathematischen Berater in der Verfilmung des Lebens von S. Ramanujan Die Poesie des Unendlichen (und Associate Producer des Films).

## Leistungen
Bereits während seines Studiums in Harvard hat Bhargava vier originelle Arbeiten verfasst, in denen er etliche Resultate berühmter Mathematiker vereinheitlichte und verallgemeinerte und mehrere bekannte Probleme löste. In diesen Arbeiten gab es eine neue Verallgemeinerung der Fakultät. Er wandte diese neue Fakultätsfunktion unter anderem auf Ringe ganzzahliger Polynome und p-adische Analysis an.
Schlagartig berühmt wurde er durch seine Dissertation, in der er der seit 1801 (Disquisitiones Arithmeticae) bekannten Gaußschen Komposition binärer ganzzahliger quadratischer Formen höhere Kompositionsgesetze hinzufügte, zum Beispiel für binäre ganzzahlige kubische Formen. Er fand eine allgemeine Theorie, in die sich diese Gesetze einfügen, und fand, dass es darin mindestens 14 solche höheren zahlentheoretischen Kompositionsgesetze gibt, wovon eines das von Gauß für binäre quadratische Formen ist. Diese bahnbrechenden und völlig überraschenden Resultate wurden 2004 bis 2008 in einer aus vier Arbeiten bestehenden Serie in den Annals of Mathematics veröffentlicht. Er veröffentlichte über die asymptotische Dichte der Diskriminanten quartischer und quintischer Zahlkörper. Dabei erzielte er auch Resultate auf dem Gebiet der Cohen-Martinet-Heuristiken für Klassenzahlen algebraischer Zahlkörper (ähnlich den Cohen-Lenstra Heuristiken für Klassenzahlen quadratischer Zahlkörper aufgestellt).
Stark beachtet wurde auch sein einfacher Beweis des sogenannten 15 Theorem von John Horton Conway und William Schneeberger. Inzwischen hat er gemeinsam mit Jonathan P. Hanke auch die als 290 Theorem bekannte Vermutung von Conway bewiesen. Der 15-Satz von Conway besagt, dass wenn eine ganzzahlige quadratische Form mit ganzzahliger Matrix (das heißt nicht nur die Koeffizienten sind ganzzahlig, sondern die Nicht-Diagonalelemente zusätzlich gerade) die natürlichen Zahlen bis 15 darstellt, sie alle natürlichen Zahlen darstellt. Der komplizierte Beweis von Conway und W. A. Schneeberger 1993 wurde nie veröffentlicht. Bhargava fand einen einfacheren Beweis. Ein ähnlicher Satz gilt für ganzzahlige quadratische Formen ohne Einschränkung, wobei 15 durch 290 ersetzt wird. Er wurde ebenfalls von Bhargava mit Jonathan Hanke bewiesen.
Mit Arul Shankar bewies er die Beschränktheit des mittleren Rangs elliptischer Kurven über den rationalen Zahlen und sie bewiesen, dass ein positives Maß der elliptischen Kurven über den rationalen Zahlen Rang 0 hat und die Vermutung von Birch und Swinnerton-Dyer erfüllt, eines der Millennium-Probleme. 2014 zeigten Bhargava, Christopher Skinner und Wei Zhang, dass dies für die Mehrheit (über 66 Prozent) elliptischer Kurven zutrifft. Er gab einfachere Beweise und neue Interpretationen für die Sätze von Harold Davenport und Hans Heilbronn über die Dichte der Diskriminanten kubischer Zahlkörper. 2013 bewies er, dass die meisten über den rationalen Zahlen definierten hyperelliptischen Kurven keine rationalen Punkte haben.

## Ehrungen
Für die während seines Studiums in Harvard geschriebenen Arbeiten wurde Bhargava 1996 mit dem gemeinsam von der American Mathematical Society, der Mathematical Association of America und der Society for Industrial and Applied Mathematics verliehenen Frank and Brennie Morgan Prize ausgezeichnet. 2003 erhielt er den Merten M. Hasse Prize der Mathematical Association of America und 2004 den Leonard M. and Eleanor B. Blumenthal Award. 2005 wurde er mit dem Clay Research Award und dem SASTRA Ramanujan Prize geehrt. 2008 hat er den bedeutenden Frank Nelson Cole Prize für Zahlentheorie der American Mathematical Society erhalten. 2011 wurde er mit dem Fermat-Preis ausgezeichnet, 2013 in die National Academy of Sciences gewählt. Er ist Fellow der American Mathematical Society und seit 2017 der American Academy of Arts and Sciences, seit 2019 der Royal Society.
2006 war er Invited Speaker auf dem Internationalen Mathematikerkongress in Madrid (Higher composition laws and applications). Er wurde als Plenarsprecher auf dem Internationalen Mathematikerkongress 2014 in Seoul ausgewählt (Rational points on elliptic and hyperelliptic curves) und erhielt dort die Fields-Medaille. 2015 wurde ihm der Padma Bhushan verliehen.

## Schriften
- Higher Composition Laws I: A new view on Gauss composition, and quadratic generalizations (englisch; PDF-Datei; 998 kB)
- Higher Composition Laws II: On Cubic analogues of Gauss Composition (englisch; PDF-Datei; 1,0 MB)
- Higher Composition Laws III: The parametrization of quartic rings (englisch; PDF-Datei; 663 kB)
- Higher Composition Laws IV: The parametrization of quintic rings (englisch; PDF-Datei; 417 kB)
- Higher composition laws and applications. International Congress of Mathematicians. Vol. II, 271–294, Eur. Math. Soc., Zürich, 2006. pdf
- The density of discriminants of quartic rings and fields (englisch; PDF-Datei; 718 kB)
- The density of discriminants of quintic rings and fields
- Most hyperelliptic curves over Q have no rational points